# Mizzi Friese
Mizzi Friese (18. April 1880 in Wien – nach 1902) war eine österreichische Theaterschauspielerin.

## Leben
Friese, Tochter des Schauspielers Carl Adolf Friese und Taufkind der Schauspielerin Marie Geistinger spielte bereits als Kind am Burgtheater. Danach war sie in Wiener Neustadt (Stadttheater Wiener Neustadt), Triest, Ischl, Budapest, Wien (Theater in der Josefstadt, Theater an der Wien) und in New York am Amberg-Theater engagiert. Ihr weiterer Lebensweg nach 1902 ist unbekannt.